# Kunciran Jaya
Kunciran Jaya is een bestuurslaag in het regentschap Tangerang van de provincie Banten, Indonesië. Kunciran Jaya telt 7427 inwoners (volkstelling 2010).